# Riley 8/90
Der Riley 8/90 war ein Pkw von Riley.

## Beschreibung
Es war ein Fahrzeug der oberen Mittelklasse, das Riley 1935 herausbrachte.
Der V8-OHV-Motor war konstruktiv aus zwei Vierzylindermotoren des Typs 9 entstanden, hatte 2178 cm³ Hubraum und leistete 80 bhp (59 kW). Der Roadster erreichte eine Höchstgeschwindigkeit von 131 km/h.
Bereits nach kurzer Zeit (im gleichen Jahr) wurde das Modell eingestellt, da es nicht besonders erfolgreich war. Als Nachfolger erschien 1937 der Riley 2 1/2.